# Zelena Roșcea (Sula), Sumî
Zelena Roșcea (în ucraineană Зелена Роща) este un sat în comuna Sula din raionul Sumî, regiunea Sumî, Ucraina.

## Demografie
Componența lingvistică a localității Zelena Roșcea
     Ucraineană (100%)
Conform recensământului din 2001, toată populația localității Zelena Roșcea era vorbitoare de ucraineană (100%).